# 佐野理平
佐野 理平（さの りへい、1912年9月21日 - 1992年3月26日）は、静岡県出身のサッカー選手、サッカー指導者。ポジションはGK。日本代表として、1936年のベルリンオリンピックに出場した。

## 経歴
静岡中学（現静岡高校）卒業。ポジショニングの良さと、俊敏な動きが特徴のGKであったが、空中戦や接触プレーに難があった（当時の日本国内ではキーパーチャージを反則として取られなかった為、キーパーを故意に狙う事が常套手段であった）。その為、早稲田大学時代には身体能力に優れる不破整との併用、もしくは不破の方が出場機会を得ていた。
1936年のベルリンオリンピックの出場の為、欧州のクラブチームと練習試合を行った際に、本場欧州ではキーパーに対するファウルは厳しく取られ、審判から保護される事を知ると、本来の長所が発揮出来る様になった。
同年8月7日のベルリンオリンピック1回戦、スウェーデン代表戦では優勝候補相手に好セーブを連発、「ベルリンの奇跡」の立役者の一人となった。なお、日本代表では慶應義塾大学の津田幸男らの台頭もあり出場は2試合に留まった。
1937年には早大ア式蹴球部の主将を務め、1938年に大学を卒業し、三井鉱山（現：日本コークス工業）に入社した。1939年11月に太平洋戦争のため召集された。
1956年5月にはメルボルン五輪のサッカー日本代表のコーチに就任した。その後は三井三池製作所の常務などを務め、1992年3月26日に死去した。

## 所属クラブ
- 静岡県立静岡中学校
- 早稲田大学

## 代表歴

### 出場大会
- ベルリンオリンピック

### 試合数
- 国際Aマッチ 2試合 0得点(1936)

| 日本代表 | 国際Aマッチ | 国際Aマッチ | その他 | その他 | 期間通算 | 期間通算 |
| 年       | 出場        | 得点        | 出場   | 得点   | 出場     | 得点     |
| -------- | ----------- | ----------- | ------ | ------ | -------- | -------- |
| 1936     | 2           | 0           | 4      | 0      | 6        | 0        |
| 通算     | 2           | 0           | 4      | 0      | 6        | 0        |

### 出場
| No. | 開催日         | 開催都市 | スタジアム | 対戦相手     | 結果 | 監督     | 大会         |
| --- | -------------- | -------- | ---------- | ------------ | ---- | -------- | ------------ |
| 1.  | 1936年08月04日 | ベルリン |            | スウェーデン | ○3-2 | 鈴木重義 | オリンピック |
| 2.  | 1936年08月07日 | ベルリン |            | イタリア     | ●0-8 | 鈴木重義 | オリンピック |

## 家族
- 佐野嘉吉(実兄）: 元衆議院議員(3期)、第60代静岡県議会議長
- 佐野康輔[5][6]（甥）: 第100代静岡県議会議長 学校法人中村学園副理事長